# Marina Iurtxènia
Marina Iurtxènia   (Odessa, 9 de novembre de 1959) és una nedadora ucraïnesos, ja retirada, especialista en braça, que va competir sota bandera de la Unió Soviètica durant la dècada de 1970.
El 1976 va prendre part en els Jocs Olímpics d'Estiu de Montreal, on va disputar tres proves del programa de natació. En els 200 metres braça va guanyar la medalla de plata, mentre en els 4x100 metres estils fou quarta i en els 100 metres braça sisena.
En el seu palmarès també destaca una medalla de bronze en el Campionat d'Europa de natació de 1974 i dos campionats nacionals, sempre en els 200 metres braça.